# Shiprock (Nou Mèxic)
Shiprock (navaho Naatʼáanii Nééz) és una concentració de població designada pel cens dels Estats Units a l'estat de Nou Mèxic i dins de la Nació Navajo. Segons el cens del 2000 tenia 8.156 habitants.
Shiprock rep el seu nom per la formació rocallosa de Shiprock. L'octubre de cada any acull la Fira Navajo del Nord. Des de 1984, la comunitat ha acollit la Shiprock Marathon and Relay. També hi ha el campus del Diné College (abans Navajo Community College), uns comunitat universitària sota control tribal amb set altres campus arreu de la Nació Navajo. És el lloc d'una Sala Capitular dels navajos, una agència de la Bureau of Indian Affairs, el Centre Mèdic de Navajo del Nord i una sucursal de la Biblioteca Pública Farmington.

## Demografia
Segons el cens del 2000, Shiprock tenia 8.156 habitants, 2.184 habitatges, i 1.847 famílies. La densitat de població era de 198,3 habitants per km².
Dels 2.184 habitatges en un 52,2% hi vivien nens de menys de 18 anys, en un 48% hi vivien parelles casades, en un 28,7% dones solteres, i en un 15,4% no eren unitats familiars. En el 13,6% dels habitatges hi vivien persones soles el 3,7% de les quals corresponia a persones de 65 anys o més que vivien soles. El nombre mitjà de persones vivint en cada habitatge era de 3,73 i el nombre mitjà de persones que vivien en cada família era de 4,06.
Per edats la població es repartia de la següent manera: un 52,2% tenia menys de 18 anys, un 11,6% entre 18 i 24, un 28,4% entre 25 i 44, un 16,5% de 45 a 60 i un 4,9% 65 anys o més.
L'edat mediana era de 25 anys. Per cada 100 dones de 18 o més anys hi havia 92,8 homes.
La renda mediana per habitatge era de 24.523 $ i la renda mediana per família de 24.951 $. Els homes tenien una renda mediana de 24.032 $ mentre que les dones 17.328 $. La renda per capita de la població era de 7.967 $. Aproximadament el 38,3% de les famílies i el 39,2% de la població estaven per davall del llindar de pobresa.
El segons el cens dels Estats Units de 2010 el 96,74% dels habitants són nadius americans i el 2,17% blancs. L'1,29% de la població són hispànics.

## Política
El govern del Shiprock Chapter és una branca del govern de la Nació Navajo que exerceix diverses facultats delegades i l'autoritat governamental de conformitat amb la llei Navajo i la llei comuna. La base del govern local per a la Reserva Navajo, el capítol, es va iniciar en 1922 com un mitjà per millorar les condicions agrícoles a nivell local. Més tard el capítol esdevingué la subdivisió política bàsica del govern tribal navajo. Els capítols escullen representants al Consell Tribal Navajo, la branca legislativa del govern navajo.